# John P. Kennedy
John Pendleton Kennedy (25 de octubre de 1795 - 18 de agosto de 1870) fue un novelista, abogado y político whig estadounidense que se desempeñó como Secretario de Marina de los Estados Unidos desde el 26 de julio de 1852 hasta el 4 de marzo de 1853, durante la administración del presidente Millard . Fillmore, y como Representante de EE. UU. del 4.º distrito del Congreso de Maryland, durante el cual alentó al gobierno de los Estados Unidos a estudiar, adoptar e implementar el telégrafo . Kennedy, un abogado que se convirtió en cabildero y director del Ferrocarril de Baltimore y Ohio, también sirvió varios mandatos en la Asamblea General de Maryland y se convirtió en su Portavoz en 1847.
Kennedy más tarde ayudó a liderar el esfuerzo para poner fin a la esclavitud en Maryland, que, como estado no confederado, no se vio afectado por la Proclamación de Emancipación y requirió una ley estatal para liberar a los esclavos dentro de sus fronteras y prohibir el fomento de la práctica. .
Kennedy promovió la investigación histórica en Maryland y fomentó la tolerancia religiosa. Contribuyó a la creación o preservación de la ciudad histórica de St. Mary's, la Biblioteca Peabody, el Conservatorio de Música Peabody, el Colegio St. Mary's de Maryland (entonces Seminario Femenino St. Mary's), el lugar de la fundación colonial de Maryland y cuna de la libertad religiosa en América (ahora también forma parte de Johns Hopkins).

## Temprana edad y educación
John Pendleton Kennedy nació en Baltimore, Maryland, el 25 de octubre de 1795, hijo de un inmigrante y comerciante irlandés, John Kennedy. Su madre, la ex Nancy Pendleton, descendía de la familia First Families of Virginia. Las malas inversiones dieron como resultado que su padre se declarara en bancarrota en 1809. John Pendleton Kennedy asistió a escuelas privadas mientras crecía y tenía una educación relativamente buena para la época. Se graduó de la Universidad de Baltimore en 1812. Su hermano Anthony Kennedy se convertiría en Senador de los Estados Unidos.

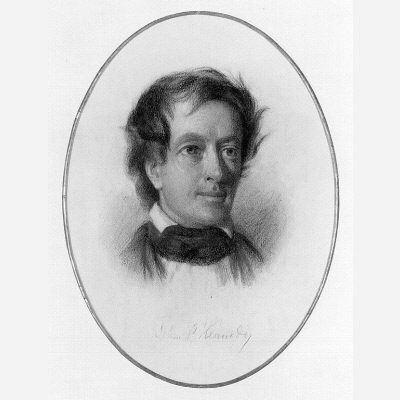
John Pendleton Kennedy de joven.

Los estudios universitarios de Kennedy fueron interrumpidos por la Guerra de 1812. Se unió al ejército y en 1814 marchó con la United Company of the 5th Baltimore Light Dragoons, conocida como "Baltimore 5th", una unidad que incluía ricos comerciantes, abogados y otros profesionales. Kennedy escribió cantidades humorísticas de sus escapadas militares, como cuando perdió sus botas y siguió adelante con zapatos de baile . Sin embargo, la guerra fue seria y Kennedy participó en la desastrosa batalla de Bladensburg cuando los británicos amenazaron la nueva capital nacional, Washington D. C. El secretario de Estado James Monroe ordenó al 5.º de Baltimore que retrocediera desde la izquierda de la línea de avance hacia una posición expuesta a un cuarto de milla de distancia. Después de que las fuerzas británicas cruzaran un puente, el 5.º avanzó. La lucha fue intensa: casi todos los oficiales británicos entre las tropas que avanzaban fueron alcanzados, pero luego los británicos dispararon cohetes Congreve . Al principio, el 5 se mantuvo firme, pero cuando los dos regimientos de la derecha se escaparon, el 5 también se rompió. Kennedy arrojó su mosquete y llevó a un compañero soldado herido ( James W. McCulloh ) a un lugar seguro. Kennedy luchó más tarde en la Batalla de North Point, que salvó a Baltimore de un incendio similar al del capitolio. Otro contacto durante la guerra que resultó crucial en la carrera política y comercial posterior de Kennedy fue George Peabody, quien más tarde ayudó a financiar el Ferrocarril B&O y fundó la Casa de Morgan, así como el Instituto Peabody .
Kennedy estudió derecho durante los veranos en Martinsburg, Virginia, bajo la instrucción de su pariente, el juez Edmund Pendleton (descendiente del patriota Edmund Pendleton, que formó parte del Tribunal de Apelaciones de Virginia). Más tarde, Kennedy a menudo aludiría a la vida elegante en las plantaciones del sur basándose en sus veranos juveniles en Martinsburg. Más tarde, Kennedy heredó algo de dinero de un tío rico de Filadelfia, y en 1829 se casó con Elizabeth Gray, cuyo padre, Edward Gray, era un rico dueño de un molino con una casa de campo en el río Patapsco debajo de Ellicott's Mills, y cuya generosidad monetaria le permitiría a Kennedy efectivamente retirarse de su práctica legal durante una década para escribir.

## Vida literaria
Aunque admitido en el colegio de abogados en 1816, estaba mucho más interesado en la literatura y la política que en el derecho. Se asoció con el punto focal de la comunidad literaria de Baltimore, el Delphian Club . El primer intento literario de Kennedy fue un periódico quincenal llamado Red Book, publicado de forma anónima con su compañero de cuarto Peter Hoffman Cruse de 1819 a 1820. Kennedy publicó Swallow Barn, o A Sojourn in the Old Dominion en 1832, que se convertiría en su obra más conocida. Horse-Shoe Robinson se publicó en 1835 para ganar un lugar permanente de respeto en la historia de la ficción estadounidense.

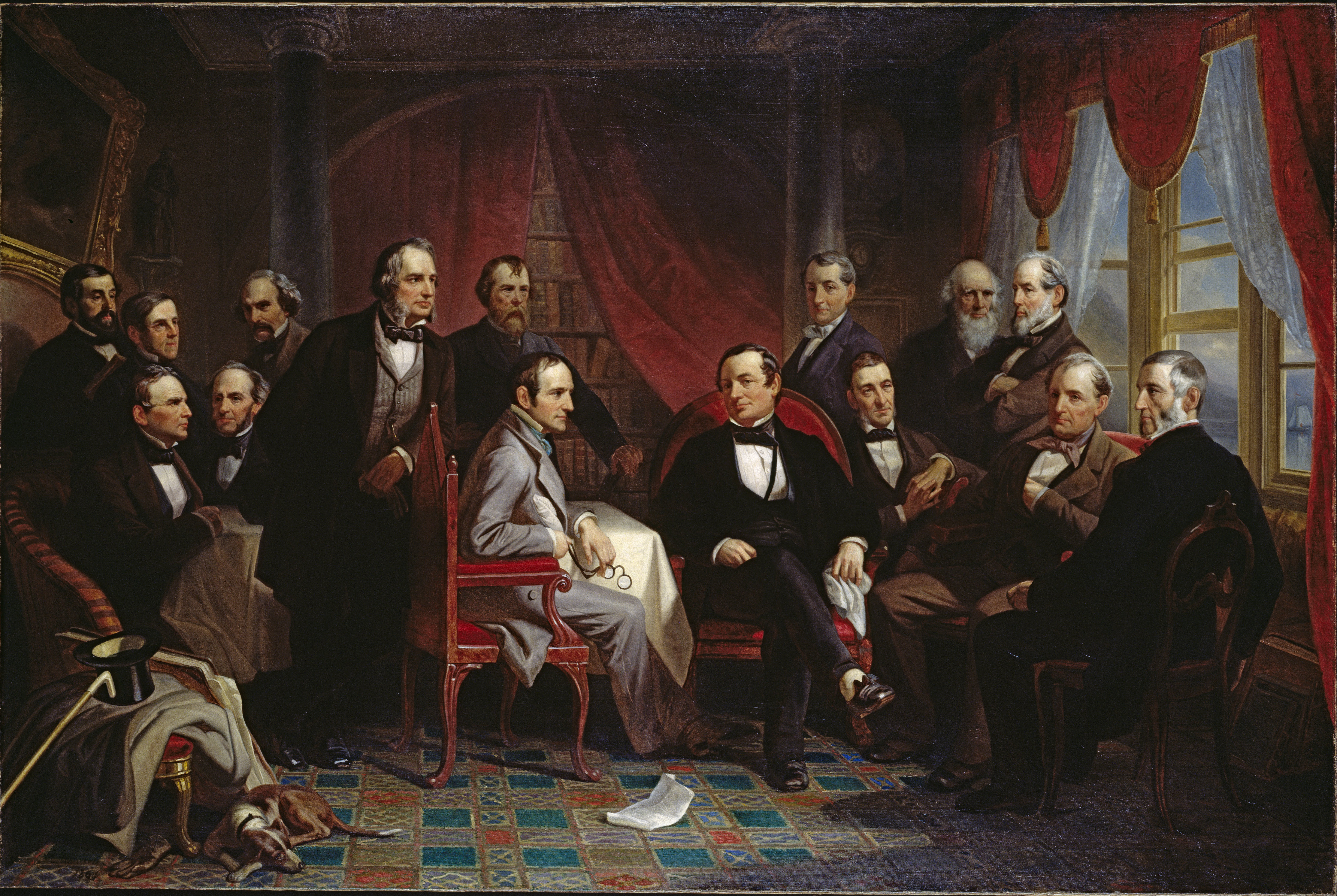
Washington Irving y sus amigos literarios en Sunnyside ; tercero desde la derecha en la parte de atrás es John Pendleton Kennedy.

Los amigos y asociados personales de Kennedy incluían a George Henry Calvert, James Fenimore Cooper, Charles Dickens, Washington Irving, Edgar Allan Poe, William Gilmore Simms y William Makepeace Thackeray .  Las entradas del diario de Kennedy con fecha de septiembre de 1858 indican que Thackeray le pidió ayuda con un capítulo de The Virginians ; Kennedy luego lo ayudó contribuyendo con representaciones escritas escénicas para ese capítulo. 
Mientras estaba sentado alrededor de una mesa en el salón trasero de la casa del destacado literato, líder cívico y amigo de Baltimore John HB Latrobe en 11 West Mulberry Street, frente a la antigua Catedral de Baltimore en el vecindario de Mount Vernon, Baltimore en octubre de 1833, bebiendo algunos espíritus y geniales conversación con otro amigo, James H. Miller, juntos juzgaron el borrador de " MS. Encontrado en una botella " de un entonces desconocido aspirante a escritor Edgar Allan Poe para ser digno de publicarse en el Baltimore Sunday Visitor por su atmósfera oscura y macabra. También en 1835, ayudó a presentar a Poe a Thomas Willis White, editor del Southern Literary Messenger .
Kennedy hizo un amigo en William Makepeace Thackeray mientras estaba fuera, y como resultado, el cuarto capítulo del segundo volumen de The Virginians, que es donde se encuentran las excelentes descripciones del paisaje del libro, fue escrito o desbastado. Horse-Shoe Robinson es la mejor de sus obras y constituye un ejemplo destacado de la ficción antebellum. Según Washington Irving, que leyó un ejemplar anticipado de la obra, "algunas partes le hicieron tanta gracia" que se la leyó en voz alta a su amigo. Kennedy a veces escribió bajo el seudónimo de 'Mark Littleton', especialmente en sus sátiras políticas.

## Abogado y político
Kennedy disfrutó más de la política que de la ley (aunque Union Bank era un cliente principal) y abandonó el Partido Demócrata cuando se dio cuenta de que bajo la presidencia de Andrew Jackson se oponía a las mejoras internas. Así se convirtió en un Whig activo como su suegro y favoreció los intereses comerciales de Baltimore. Fue designado Secretario de la Legación en Chile el 27 de enero de 1823, pero no accedió a su cargo, renunciando el 23 de junio del mismo año. Fue elegido miembro de la Cámara de Delegados de Maryland en 1820 y presidió su comité de mejoras internas, defendiendo tan vigorosamente el Canal de Chesapeake y Ohio (a pesar de que no pagó dividendos), que no logró ganar la reelección después de su voto de 1823 para el estado. apoyo.
En 1838, Kennedy sucedió a Isaac McKim en la Cámara de Representantes de Estados Unidos, pero fue derrotado en su intento de reelección en noviembre de ese año. Mientras tanto, en 1835, Kennedy estuvo entre los 10 habitantes de Baltimore que asistieron a una reunión ferroviaria en Brownsville, Pensilvania, donde pronunció un discurso muy bien recibido instando a la finalización del ferrocarril B&amp;O hasta el valle del río Ohio (en lugar de los canales de Pensilvania, que alimentaban Filadelfia en lugar de Baltimore). Kennedy también estuvo en el comité de 25 hombres que presionó a la legislatura de Maryland en nombre de B&O y finalmente aseguró la aprobación del "Ley de ocho millones de dólares" en 1836, lo que lo llevó a convertirse en miembro de la junta de B&O el año siguiente (y permaneció así durante muchos años). Cuando B&O eligió una ruta hacia el oeste a través de Virginia en lugar de las montañas cerca de Hagerstown, Maryland en 1838, Kennedy estaba en la delegación de B&O para presionar a la legislatura de Virginia (junto con el presidente de B&O Louis McLane y el delegado de Maryland bien conectado John Spear Nicholas, hijo del juez Philip Norborne Nicholas, un líder de Richmond Junto) que aseguró la aprobación de una ley que autoriza una suscripción de $1,058,000 (40% del costo estimado para construir el B&O a través del estado). Sin embargo, los accionistas de B&O rechazarían la suscripción necesaria de Wheeling debido a sus términos onerosos, y Kennedy volvería a tomar su pluma en defensa de B&O contra las críticas del gobernador de Maryland, William Grason.
Kennedy ganó la reelección al Congreso en 1840 y 1842; pero, debido a su fuerte oposición a la anexión de Texas, fue derrotado en 1844. Su influencia en el Congreso fue en gran parte responsable de la asignación de $ 30.000 para probar el telégrafo de Samuel Morse . En 1847, Kennedy se convirtió en presidente de la Cámara de Delegados de Maryland y usó su influencia para ayudar a B&O, aunque a fines de la década de 1840 se vio envuelto en una controversia a tres bandas con los estados de Pensilvania y Virginia sobre si la terminal de B&O debería sea Wheeling, Parkersburg o Pittsburgh. Después de una enconada reunión de accionistas el 25 de agosto de 1847, B&O afirmó Wheeling como su terminal y finalmente completó el camino a la ciudad en 1853.
Kennedy fue nombrado secretario de Marina por el presidente Millard Fillmore en julio de 1852. La Marina organizó cuatro expediciones navales importantes mientras Kennedy era presidente, incluidas las que enviaron al comodoro Matthew C. Perry a Japón y a los tenientes William Lewis Herndon y Lardner Gibbon a explorar el Amazonas.

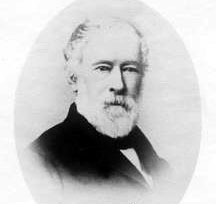
Fotografía de 1850 de John Pendleton Kennedy a los 55 años aproximadamente.

Kennedy fue propuesto como compañero de fórmula para la vicepresidencia de Abraham Lincoln cuando Lincoln buscó por primera vez la presidencia de los Estados Unidos, aunque Kennedy finalmente no fue seleccionado. Kennedy se convirtió en un firme partidario de la Unión durante la Guerra Civil y apoyó la aprobación de la Proclamación de Emancipación .  Más tarde, dado que la proclamación no liberó a los esclavos de Maryland porque el estado no estaba en rebelión, también usó su influencia para impulsar una legislación en Maryland que finalmente puso fin a la esclavitud allí en 1864.
En 1853, fue elegido miembro de la Sociedad Filosófica Estadounidense .

## Posición sobre la tolerancia religiosa
Kennedy pidió erigir un monumento a la fundación del estado de Maryland y al nacimiento de la libertad religiosa en su asentamiento colonial original en St. Mary's City, Maryland . Luego, tres ciudadanos locales ampliaron su idea y buscaron iniciar una escuela que se convertiría en un "Monumento viviente" a la libertad religiosa. La escuela fue fundada como tal monumento en 1840 por orden de la legislatura estatal. Su nombre original era St. Mary's Seminary, pero más tarde sería conocido como St. Mary's College of Maryland .

All the world outside of these portals was intolerant, proscriptive, vengeful against the children of a dissenting faith. Here only in Maryland, throughout all this wide world of Christendom, was there an altar erected and truly dedicated to the freedom of Christian worship. Let those who first reared it enjoy the renown to which it has entitled them.

John Pendleton Kennedy, On memorializing the birth of religious freedom in St. Mary's City Maryland

Anteriormente, cuando estaba en la legislatura del estado de Maryland, Kennedy jugó un papel decisivo en la derogación de una ley que discriminaba a los judíos en los procedimientos judiciales y judiciales en Maryland. Los judíos eran una pequeña población en el estado en ese momento y Kennedy no era judío, por lo que no había ninguna ventaja política o personal en su posición. Su oposición a la esclavitud en Maryland se remonta a décadas, pero la profundidad de esa oposición pasó por una evolución desde leve y con una base más económica al principio, hasta ser más fuerte y con una base más moral en el momento de la Proclamación de Emancipación. Kennedy, un episcopal, también ayudó a liderar esfuerzos caritativos privados para ayudar a los inmigrantes católicos irlandeses, que estaban experimentando una gran discriminación en el estado en ese momento. Sin embargo, también abogó por establecer límites en la inmigración de extranjeros en general a Maryland a partir de la década de 1850, afirmando que sentía que la gran cantidad de nuevos inmigrantes podría abrumar la economía.

## Oposición a la esclavitud
La oposición de Kennedy a la esclavitud se expresó públicamente primero en sus escritos y luego en su vida como político, a través de sus discursos e iniciativas políticas. Su oposición a la esclavitud en Maryland se remonta a muchas décadas de su vida, pero la profundidad de esa oposición pasó por una evolución de más leve y más discreta al principio, a ser más fuerte, más abierta y más basada moralmente en el momento de la Proclamación de Emancipación y luego el siguiente esfuerzo a nivel estatal para poner fin a la esclavitud en Maryland, ya que el estado no estaba incluido en la Proclamación de Emancipación porque no estaba en la Confederación.
Kennedy escribió una vez que presenciar un discurso de Frederick Douglass le había abierto los ojos más plenamente a la "maldición" de la esclavitud, como la llamó Kennedy en 1863.
La novela de Kennedy Swallow Barn (1830) critica la esclavitud pero también idealiza la vida en las plantaciones. Sin embargo, el manuscrito original muestra que algunas de las descripciones iniciales de Kennedy sobre la vida en las plantaciones eran mucho más críticas con la esclavitud, pero que las tachó del manuscrito antes de que el libro fuera a la imprenta, posiblemente porque temía ser demasiado abiertamente crítico con la esclavitud mientras vivía en Maryland, un estado esclavista.
Los historiadores no están de acuerdo en cuanto a si su anterior oposición más suave a la esclavitud fue una forma de prevenir ataques violentos contra él mismo, ya que vivía en un estado fronterizo donde la esclavitud todavía se practicaba y aún se apoyaba ampliamente. El abolicionismo absoluto en ese momento habría sido una posición impopular y potencialmente peligrosa en el Maryland proesclavista. Otros historiadores sostienen que sus puntos de vista sobre la esclavitud simplemente evolucionaron de una oposición más débil a una oposición más fuerte.

### Guerra civil
Justo antes de la Guerra Civil, Kennedy escribió que abolir la esclavitud de inmediato no valía la pena una guerra civil a gran escala y que, en cambio, la esclavitud debería terminar por etapas para evitar la guerra. Señaló que las guerras civiles fueron históricamente los tipos de guerra más sangrientos y devastadores y sugirió un enfoque negociado y gradual para poner fin a la esclavitud para evitar la guerra entre las secciones.
Pero después de que estalló la guerra, volvió a una posición de total oposición a la esclavitud y comenzó a pedir la "emancipación inmediata" de los esclavos. Sus demandas por el fin de la esclavitud se hicieron más fuertes a medida que avanzaba la guerra. En el apogeo de la Guerra Civil, cuando la oposición de Kennedy a la esclavitud se había vuelto mucho más fuerte, firmó su nombre en un panfleto político clave en Maryland que se oponía a la esclavitud y pedía su fin inmediato.
Existe consenso entre los historiadores de que Kennedy criticó la esclavitud hasta cierto punto durante décadas, se opuso firmemente a la esclavitud en el apogeo de la Guerra Civil y se opuso firmemente a la Confederación. En la política del estado de Maryland y el liderazgo de la caridad, Kennedy también era conocido por ayudar a otros grupos minoritarios, en particular a judíos y católicos irlandeses. Cuando la Proclamación de Emancipación no puso fin a la esclavitud en Maryland, Kennedy desempeñó un papel de liderazgo clave en la campaña por el fin de la esclavitud en el estado.
Debido a que Maryland no estaba en la Confederación, la Proclamación de Emancipación no se aplicó al estado y la esclavitud continuó allí. Dado que no hubo una insurrección activa en Maryland, el presidente Lincoln no se sintió constitucionalmente autorizado para extender la Proclamación de Emancipación a Maryland. Solo el estado mismo podía terminar con la esclavitud en este punto, y este no era un resultado seguro ya que Maryland era un estado esclavista con fuertes simpatías confederadas. Por lo tanto, John Pendleton Kennedy y otros líderes antiesclavistas organizaron una reunión política. El 16 de diciembre de 1863, se convocó una reunión especial del Comité Central del Partido Unión de Maryland sobre el tema de la esclavitud en el estado (el Partido Unión era un poderoso partido político en el estado en ese momento).
En la reunión, Thomas Swann, un político estatal, presentó una moción para que el partido trabaje por la "emancipación inmediata (de todos los esclavos) en Maryland". John Pendleton Kennedy habló a continuación y secundó la moción. Dado que Kennedy fue el expresidente de la Asamblea General de Maryland, además de un autor respetado, su apoyo tuvo un peso enorme en el partido. Se votó y se aprobó la moción. Sin embargo, la gente de Maryland en su conjunto estaba dividida en ese momento sobre el tema, por lo que doce meses de campaña y cabildeo sobre el tema de la esclavitud continuaron en todo el estado. Durante este esfuerzo, Kennedy firmó su nombre en un panfleto del partido que pedía la "emancipación inmediata" de todos los esclavos que circuló ampliamente. El 1 de noviembre de 1864, después de un debate de un año, se presentó un referéndum estatal sobre la cuestión de la esclavitud. Los ciudadanos de Maryland votaron a favor de la abolición de la esclavitud, aunque solo por un margen de 1.000 votos, ya que la parte sur del estado siguió dependiendo en gran medida de la economía esclavista.

## Trabajo con instituciones culturales y educativas.
Kennedy, en su estrecha asociación con George Peabody, jugó un papel decisivo en el establecimiento del Instituto Peabody, que luego evolucionó y se dividió en la Biblioteca Peabody y el Conservatorio de Música Peabody, que ahora forman parte de la Universidad Johns Hopkins. También sirvió en el primer consejo de administración del instituto e hizo el primer escrito que describía su misión. También registró las actas de las primeras reuniones de la junta. Se sabe que Kennedy ha trabajado durante años para ayudar a sentar las bases de estas instituciones.
Kennedy también desempeñó un papel esencial pero no deseado en el establecimiento del Seminario Femenino de St. Mary, que ahora se conoce como St. Mary's College of Maryland, la universidad pública de honor del estado. Kennedy usó su reputación como un respetado político y autor de Maryland para pedir que se designara a St. Mary's City como el "Monumento viviente a la libertad religiosa" del estado, conmemorando su ubicación en el sitio de la primera colonia de Maryland, que también se consideraba el lugar de nacimiento. de la libertad religiosa en Estados Unidos también. Unos años más tarde, tres ciudadanos locales refinaron su idea y pidieron una escuela en St. Mary's City que sería el "monumento viviente". La escuela continúa teniendo esta designación hasta el día de hoy.
Kennedy fue el impulso inicial principal y también fue fundamental para obtener el reconocimiento estatal temprano de su responsabilidad de proteger, estudiar y conmemorar St. Mary's City, Maryland (el sitio entonces abandonado de la primera colonia y capitolio de Maryland, además de ser el lugar de nacimiento de la libertad religiosa en Estados Unidos), como un área histórica estatal clave, colocando la investigación histórica y los mandatos de preservación bajo los auspicios originales del nuevo patrocinio estatal. Seminario Femenino St. Mary's, ubicado en el mismo sitio. Esto plantó las primeras semillas de lo que finalmente se convertiría en la Ciudad Histórica de St. Mary, un área de investigación arqueológica e interpretación histórica administrada por el estado que existe hoy en el sitio del asentamiento colonial original de Maryland.
La histórica St. Mary's City también codirige (conjuntamente con St. Mary's College of Maryland ) la escuela de campo de arqueología histórica ahora reconocida internacionalmente, descendiente de la idea de Kennedy de que una escuela debería participar en la investigación y preservación de los restos de St. Mary's colonial. Ciudad.
Durante su mandato como Secretario de Marina de los EE. UU., Kennedy solicitó el establecimiento de la Banda de la Academia Naval de los Estados Unidos en Annapolis en 1852. La banda continúa activa hasta el día de hoy.

## Roles en ciencia y tecnología.

### Estudio federal y aceptación del telégrafo.
Mientras servía en el Congreso de los Estados Unidos, John Pendleton Kennedy fue la fuerza principal y decisiva en el Congreso para obtener $ 30,000 (una suma enorme en ese momento) para probar el sistema de comunicaciones por telégrafo de Samuel Morse. Este fue el primer medio electrónico de comunicación a larga distancia en la historia humana. Las pruebas del gobierno corroboraron la invención de Morse y condujeron a la adopción federal de la tecnología y el posterior establecimiento del sistema de comunicaciones de telégrafo estadounidense, que revolucionó las comunicaciones y el desarrollo económico de los Estados Unidos. La aceptación federal del telégrafo también tuvo un gran impacto en la gestión de la Guerra Civil por parte de Abraham Lincoln.
Kennedy fue comisionado de la Exposición de París de 1867, una feria internacional de ciencia, tecnología y artes que se llevó a cabo en París, Francia, en 1867. La feria contó con la participación de 42 naciones y contó con más de 50.000 exhibiciones. Era la segunda Feria Mundial.

## Retiro de la función pública
Kennedy se retiró de los cargos electos y designados en marzo de 1853 cuando el presidente Fillmore dejó el cargo, pero se mantuvo muy activo tanto en la política federal como en la del estado de Maryland, apoyando a Fillmore en 1856, cuando Fillmore ganó los votos electorales de Maryland y el hermano de Kennedy, Anthony, ganó un escaño en el Senado de los EE. UU. . Su nombre fue mencionado como uno de los candidatos a la vicepresidencia en la candidatura republicana junto con Abraham Lincoln en 1860 (lo que habría significado que Abraham Lincoln estaría en la misma candidatura que un hombre llamado "John Kennedy"). En cambio, Kennedy fue el presidente de Maryland del Partido Unión Constitucional, que nominó a John Bell y Edward Everett para la presidencia. Kennedy desempeñó un papel de liderazgo fundamental en el exitoso esfuerzo del Partido de la Unión para poner fin a la esclavitud en Maryland en 1864. Esto tuvo que hacerse a nivel estatal porque la Proclamación de Emancipación no se aplicaba al estado. Al final de la guerra civil estadounidense, durante la cual apoyó enérgicamente a la Unión, abogó por la amnistía para los ex rebeldes.
Durante este tiempo, tenía una casa de verano con vista al brazo sur del río Patapsco río arriba cerca de Orange Grove-Avalon- Ilchester en la línea occidental principal del ferrocarril de Baltimore y Ohio ahora en el área del Parque Estatal Patapsco Valley, que fue devastado por una inundación desastrosa en 1868.
Kennedy murió en Newport, Rhode Island, el 18 de agosto de 1870, y está enterrado en el cementerio de Greenmount en Baltimore, Maryland .
Los buques de guerra USS <i id="mwAW4">John P. Kennedy</i> y USS <i id="mwAXA">Kennedy</i> (DD-306) recibieron su nombre.

## Libros y ensayos
- El Libro Rojo (1818-19, dos volúmenes).
- Swallow Barn: Or, A Sojourn in the Old Dominion (1832) [bajo el seudónimo de Mark Littleton].
- Horse-Shoe Robinson : A Tale of the Tory Ascendency en Carolina del Sur, en 1780 (1835).
- Rob of the Bowl: A Legend of St. Inigoe's (1838) [bajo el seudónimo de Mark Littleton].
- Annals of Quodlibet [bajo el seudónimo de Solomon Secondthoughts] (1840).
- Defensa de los Whigs [bajo el seudónimo de Miembro del Vigésimo Séptimo Congreso] (1844).
- Memorias de la vida de William Wirt (1849, dos volúmenes).
- The Great Drama: An Appeal to Maryland, Baltimore, reimpreso del Washington National Intelligencer del 9 de mayo de 1861.
- Los estados fronterizos: su poder y deber en la actual condición desordenada del país (1861).
- Hojas de autógrafos de los autores de nuestro país [41][42] [antología,[41][42] coeditado por John P. Kennedy[41][42] y Alexander Bliss[41][42] ] (1864)[41]
- Cartas sobre la rebelión del Sr. Paul Ambrose [bajo el seudónimo de Paul Ambrose] (1865).
- Obras completas de John Pendleton Kennedy (1870-1872, diez volúmenes).
- En casa y en el extranjero: una serie de ensayos: con un diario en Europa en 1867–68 (1872, ensayos).

## Otras lecturas
- Berton, Pierre (1981), Llamas al otro lado de la frontera: la tragedia canadiense-estadounidense, 1813-1814, Boston: Atlantic-Little, Brown.
- Bohner, Charles H. (1961), John Pendleton Kennedy, Caballero de Baltimore, Baltimore: Johns Hopkins.
- Friedel, Frank (1967), Union Pamphlets of the Civil War, [incluye Kennedy's Great Drama ], A John Harvard Library Book, Cambridge, MA: Harvard.
- Gwathmey, Edward Moseley (1931), John Pendleton Kennedy, Nueva York: Thomas Nelson.
- Hare, John L. (2002), ¿Se mantendrá intacto el círculo?: Familia y seccionalismo en las novelas de Virginia de Kennedy, Caruthers y Tucker, —, Nueva York: Routledge.
- Marine, William Matthew (1913), La invasión británica de Maryland, 1812-1815, Baltimore: Sociedad de la Guerra de 1812 en Maryland.
- Ridgely, Joseph Vincent (1966), John Pendleton Kennedy, Nueva York: Twayne.
- Tuckerman, Henry Theodore (1871), La vida de John Pendleton Kennedy, Obras completas de Henry Theodore Tuckerman, Volumen 10, Nueva York: Putnam.
- Black, Andrew R. (2016), "John Pendleton Kennedy, novelista estadounidense temprano, estadista whig y nacionalista ardiente", Louisiana State University Press, Louisiana.